# Calymmachernes angulatus
Genre
Espèce
Calymmachernes angulatus, unique représentant du genre Calymmachernes, est une espèce de pseudoscorpions de la famille des Chernetidae.

## Distribution
Cette espèce est endémique du South West en Australie-Occidentale. Elle se rencontre vers Walpole.

## Publication originale
- Beier, 1954 : Report from Prof. T. Gislén's expedition to Australia in 1951-1952. 7. Pseudoscorpionidea. Acta Universitatis Lundensis, nova series, sér. 2, vol. 50, p. 1-26.